# Inglês manualmente codificado
O inglês manualmente modificado (MCE)  é o termo usado para descrever a variedade de métodos de comunicação expressos através das mãos, que pretendem representar a língua inglesa. Ao contrário das línguas de sinais (pt: línguas gestuais), que se originaram naturalmente nas comunidades de surdos, as diversas formas de MCE foram criadas artificialmente e em geral seguem a gramática da língua inglesa. Esta forma de comunicação pode ser usada com comunicação simultânea.